# Dusty Hill

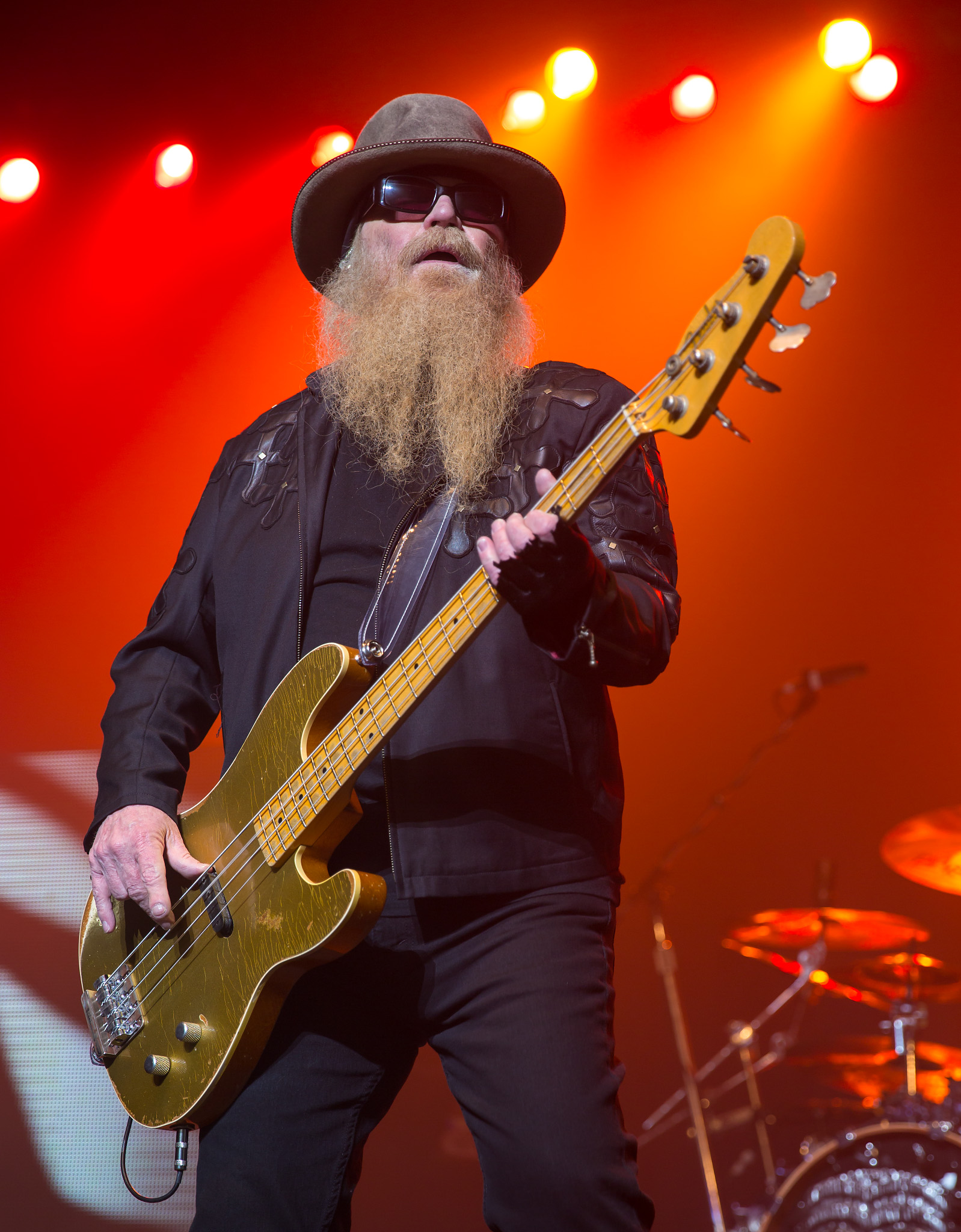
Dusty Hill mit ZZ Top in San Antonio, Texas, 2015

Joe Michael „Dusty“ Hill (* 19. Mai 1949 in Dallas, Texas; † 27. Juli 2021 in Houston, Texas) war ein US-amerikanischer Rockmusiker, der als Bassist und zweiter Sänger der Band ZZ Top bekannt wurde.

## Leben

### Jugend
Dusty wuchs im östlichen Dallas auf und besuchte dort auch die High School. Beeinflusst wurde er schon früh von seiner Mutter, die einerseits Sängerin und andererseits Fan von Elvis Presley, Little Richard und Lightnin’ Hopkins war. Weiterhin wurde er von seinem älteren Bruder Rocky Hill beeinflusst, der Bluesgitarre spielte. Als Rocky Hill seine erste Band gründete, spielte Dusty Hill dort Bass. Aus dieser Band wurde im Laufe der Jahre American Blues.

### American Blues
American Blues wurde Anfang der 1960er-Jahre als „The Starliners“ gegründet und wurde schon bald in „The Deadbeats“ umbenannt. Über einen Organisator wurde die Band schon früh als Backupmusiker für Größen wie Freddie King und Lightnin’ Hopkins gebucht, die keine feste Band hatten. Dusty Hill lernte in dieser Zeit viel über professionelle Musik. Aus „The Deadbeats“ wurde „The Warlocks“ und daraus wurde wiederum „American Blues“. Als neuer Schlagzeuger stieß Frank Beard dazu. Das Markenzeichen der Band waren damals blau gefärbte Haare, um sich von den anderen aufstrebenden Bands abzuheben.
Die Band spielte eine Mischung aus Psychedelic- und Bluesrock. Als erste Single spielte die Band ein Cover von Tim Hardins „If I Had a Hammer“ für das örtliche Label Karma ein. Mit „Is Here“ (1967) und „Do Their Thing“ (1968) erschienen noch zwei Alben, die später mehrere Male wiederveröffentlicht wurden.
Die Band verließ die Szene Dallas und zog nach Houston. Dort trennte sich die Band aufgrund der verschiedenen Vorstellungen der Hills-Brüder. Dusty Hill wollte mehr Rockmusik, sein Bruder wollte stärkere Blueseinflüsse. So verließ dieser die Band und wurde Solokünstler. Zusammen mit Frank Beard stieg Hill bei der von Billy Gibbons gegründeten Band ZZ Top ein.

### ZZ Top

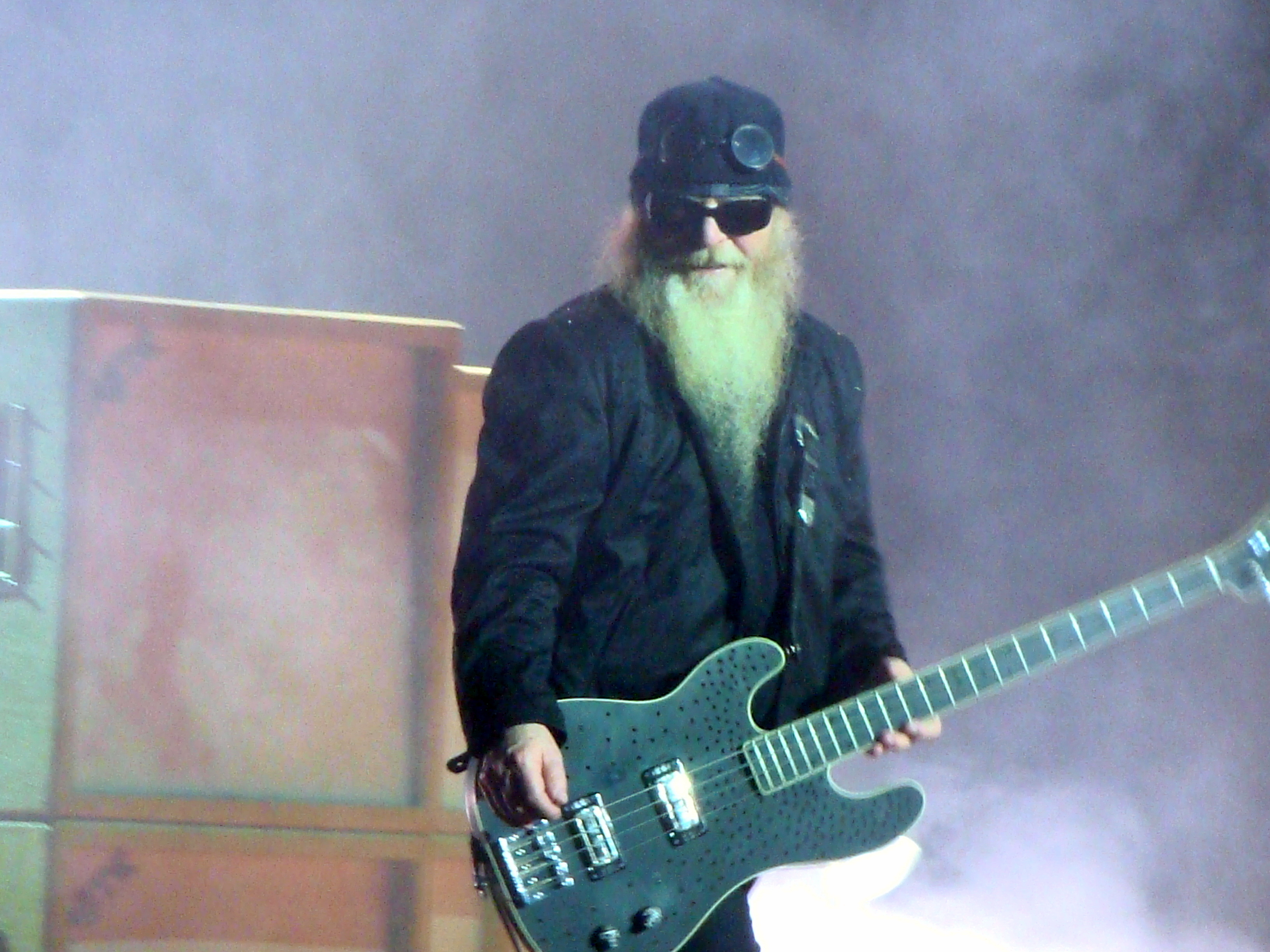
Dusty Hill bei einem Konzert, 2008

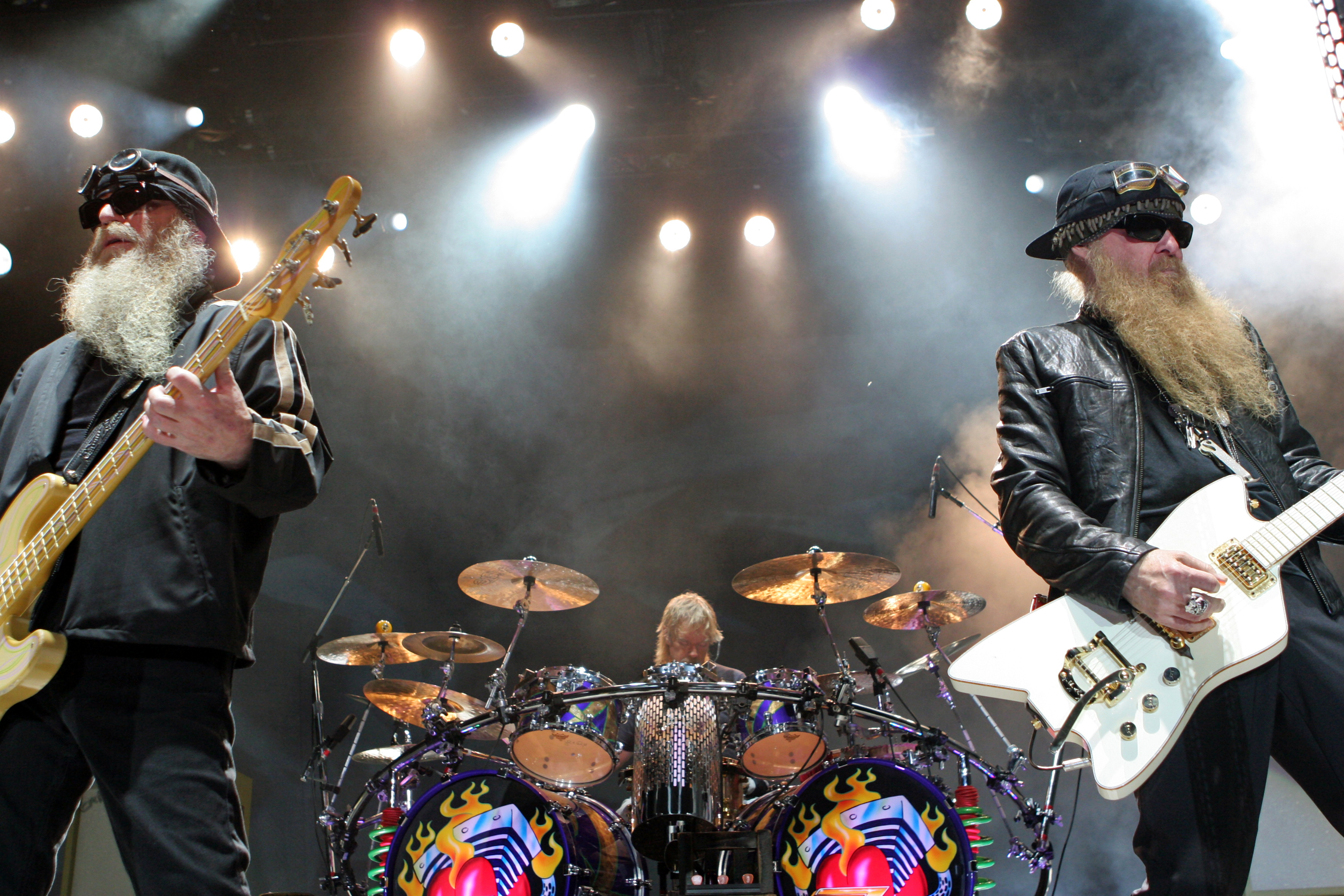
Links Dusty Hill, rechts Billy Gibbons, im Hintergrund Frank Beard, 2008

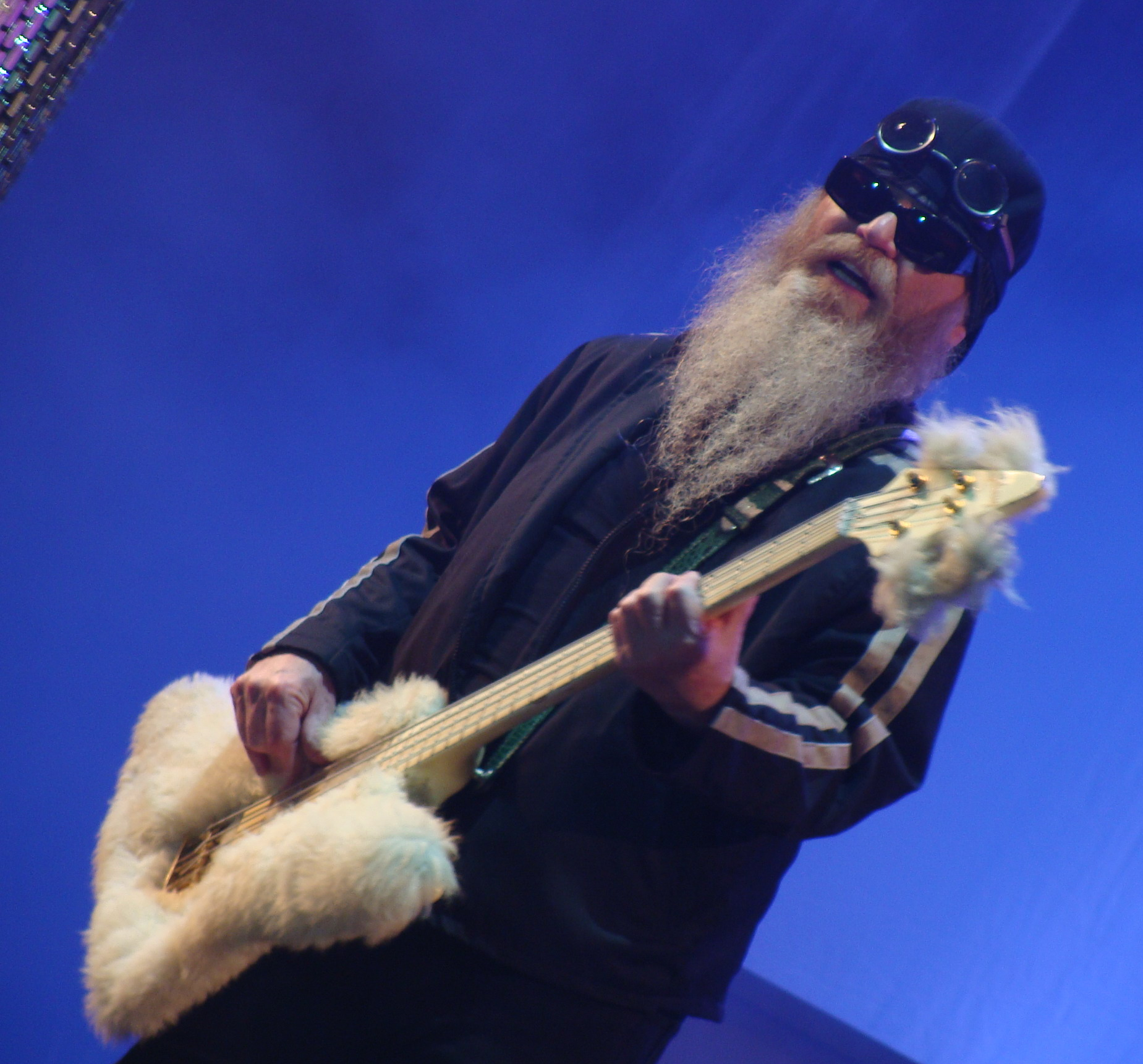
ZZ Top-Konzert beim Bilbao BBK Festival, 2008

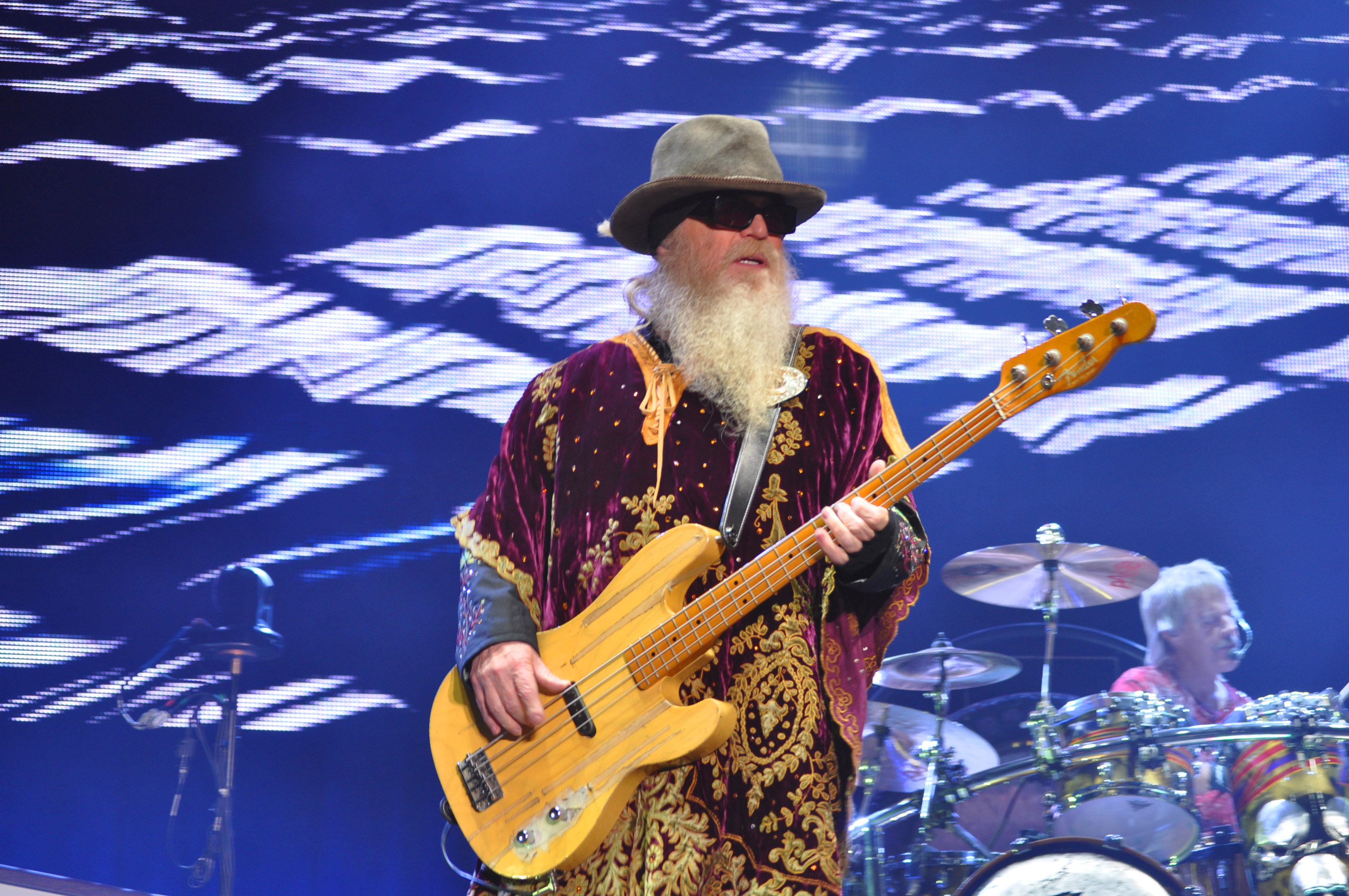
Auf Tournee, 2011

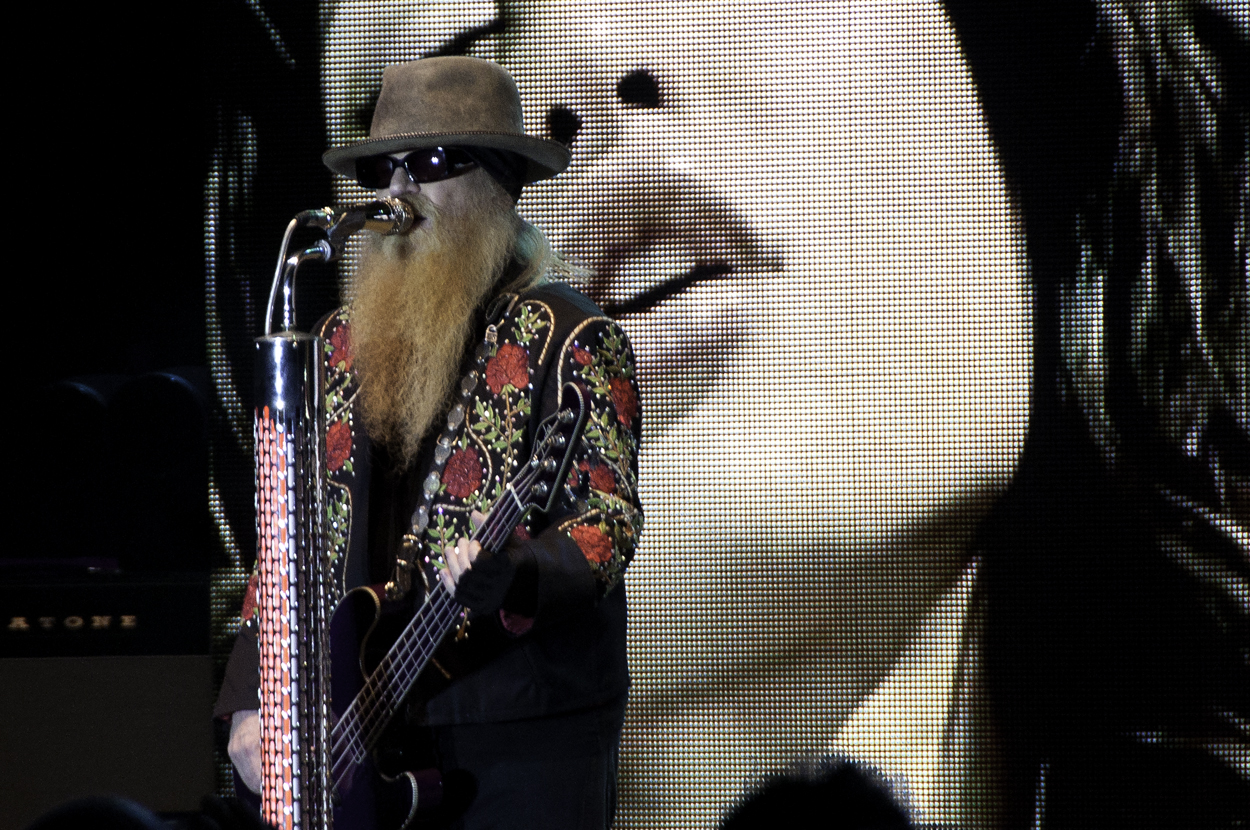
Mit ZZ Top auf Tournee, 2013

Siehe dazu auch den Hauptartikel: ZZ Top
1969 wurde Dusty Hill Mitglied der von Moving-Sidewalks-Gitarrist Billy Gibbons gegründeten Band ZZ Top, die stilistisch dem Bluesrock, Texas Blues und Southern Rock zuzuordnen war.
Innerhalb der nächsten sechs Jahre gab ZZ Top fünf Alben heraus: Das erste Album ZZ Top’s First Album erschien 1971 unter dem Label Warner Bros. Records, bei dem die Band bis 1990 ihre Alben veröffentlichte.
Bis 1976 wurde ZZ Top zu einer der meistverkauften Rockbands ihrer Zeit, dennoch machte die Band bis 1979 eine Pause. Die folgenden Alben waren moderner und die Band mischte elektronischen Sound mit ihrem normalen Stil.
Bis zu dem Verkauf ihres 1983 erschienenen international erfolgreichen Albums „Eliminator“ ließen Hill und Gibbons sich ihre langen Bärte wachsen, die ebenso Markenzeichen der Band wurden wie Gibbons’ 1933 Ford Coupé und langbeinige Frauen in ihren Musikclips und die große Anzahl verschiedener Gitarren und Bässe bei Liveauftritten. Einige Songs der Band gehören zu den meistgespielten Musikclips bei MTV.
Mit dem 1994 erschienenen Album „Antenna“ wechselte ZZ Top mit einem besser dotierten Vertrag zu RCA Records, wo sie insgesamt vier Alben veröffentlichten.
2004 wurde Hill zusammen mit seinen Bandkollegen in die Rock and Roll Hall of Fame aufgenommen.
Fünf Jahre nach ihrem letzten Album erschien 2008 das 15. Album „Live from Texas“, diesmal bei Eagle Records.

### Gastbeiträge
1990 war er Mitproduzent des Tributesalbums an Roky Erickson (Sänger von The 13th Floor Elevators) „Where the Pyramid Meets the Eye: A Tribute to Roky Erickson“.

### Film und Fernsehen
Neben der musikalischen Karriere war Hill seit Anfang der 1980er mit der Filmszene verbunden. Von 1982 bis 2007 steuerte er (als Mitglied von ZZ Top) etliche Songs zu Soundtracks bei, so z. B. zu Ein Offizier und Gentleman (1982), Die Sieger – American Flyers (1985), Knight Rider, Stephen King’s The Stand – Das letzte Gefecht (1994), Shang-High Noon (2000), Die Sopranos und Ghost Rider (2007).
Darüber hinaus hatte er Auftritte in Film und Fernsehen. In der Serie Deadwood spielt er einen der Stadtbewohner. Im Film Zurück in die Zukunft III (1990) stellt er zusammen mit seinen Bandkollegen eine Band auf dem Dorffest dar. Weitere Auftritte hatte Hill bei Mother Goose Rock ’n’ Rhyme (1990), Ein einfacher Plan (1998), Raw, King of the Hill, Drew Carey Show und MADtv.

### Privat
Dusty Hill war ab 2002 verheiratet und hatte eine Tochter aus einer früheren Ehe.
Anfang 2000 wurde bei ihm Hepatitis C festgestellt und deshalb eine Tournee von ZZ Top abgebrochen. Sie konnte nach einer Behandlung 2002 fortgesetzt werden. 2007 musste ZZ Top erneut eine Tournee absagen, da bei Hill ein Tumor im Innenohr entdeckt wurde, der sein Gehör hätte schädigen können. Der Tumor entpuppte sich als gutartig und konnte entfernt werden.
Hill starb am 27. Juli 2021 im Schlaf. Sein Tod wurde von seinen ZZ-Top-Bandkollegen Billy Gibbons und Frank Beard bekannt gegeben.